# Champions Trophy vrouwen 1995
De Champions Trophy voor vrouwen werd in 1995 gehouden in het Argentijnse Mar del Plata. Het toernooi werd gehouden van 9 tot en met 17 september. De Australische vrouwen wonnen deze vijfde editie, hun derde op rij.

## Geplaatste landen
- Argentinië (gastland)
- Australië (titelverdediger en wereldkampioen)
- Spanje (olympisch kampioen)
- Duitsland (vierde op het wereldkampioenschap)
- Verenigde Staten (derde op het wereldkampioenschap)
- Zuid-Korea (vijfde op het wereldkampioenschap)

## Uitslagen
Alle tijden zijn in de lokale tijd UTC−3.

### Eerste ronde
De nummers 1 en 2 spelen de finale, de nummers 3 en 4 om het brons en de nummers 5 en 6 om de 5e en 6e plaats.
| Team             | GS | W | G | V | DV | DT | DS | Ptn |
| ---------------- | -- | - | - | - | -- | -- | -- | --- |
| Australië        | 5  | 5 | 0 | 0 | 11 | 3  | +8 | 10  |
| Zuid-Korea       | 5  | 4 | 0 | 1 | 11 | 8  | +3 | 8   |
| Duitsland        | 5  | 2 | 2 | 2 | 7  | 8  | −1 | 5   |
| Verenigde Staten | 5  | 1 | 2 | 2 | 5  | 8  | −3 | 4   |
| Argentinië       | 5  | 1 | 1 | 3 | 5  | 7  | −2 | 3   |
| Spanje           | 5  | 0 | 0 | 5 | 6  | 11 | −5 | 0   |

| 9 september 1995 14:30 |       |            |  |
| Duitsland              | 1 – 2 | Zuid-Korea |  |
|                        |       |            |  |

| 9 september 1995 17:00 |       |           |  |
| Verenigde Staten       | 0 – 2 | Australië |  |
|                        |       |           |  |

| 9 september 1995 20:00 |       |        |  |
| Argentinië             | 2 – 1 | Spanje |  |
|                        |       |        |  |

| 10 september 1995 16:00 |       |           |  |
| Australië               | 2 – 0 | Duitsland |  |
|                         |       |           |  |

| 10 september 1995 18:30 |       |        |  |
| Zuid-Korea              | 2 – 1 | Spanje |  |
|                         |       |        |  |

| 10 september 1995 21:00 |       |            |  |
| Verenigde Staten        | 0 – 0 | Argentinië |  |
|                         |       |            |  |

| 12 september 1995 18:30 |       |           |  |
| Spanje                  | 0 – 1 | Australië |  |
|                         |       |           |  |

| 12 september 1995 21:00 |       |            |  |
| Argentinië              | 1 – 2 | Zuid-Korea |  |
|                         |       |            |  |

| 13 september 1995 18:30 |       |                  |  |
| Duitsland               | 1 – 1 | Verenigde Staten |  |
|                         |       |                  |  |

| 13 september 1995 21:00 |       |            |  |
| Australië               | 4 – 2 | Zuid-Korea |  |
|                         |       |            |  |

| 14 september 1995 18:30 |       |        |  |
| Verenigde Staten        | 3 – 2 | Spanje |  |
|                         |       |        |  |

| 14 september 1995 21:00 |       |            |  |
| Duitsland               | 2 – 1 | Argentinië |  |
|                         |       |            |  |

| 16 september 1995 14:30 |       |           |  |
| Spanje                  | 2 – 3 | Duitsland |  |
|                         |       |           |  |

| 16 september 1995 17:00 |       |                  |  |
| Zuid-Korea              | 3 – 1 | Verenigde Staten |  |
|                         |       |                  |  |

| 16 september 1995 19:30 |       |           |  |
| Argentinië              | 1 – 2 | Australië |  |
|                         |       |           |  |

### Plaatsingswedstrijden
Om de 5e/6e plaats
| 17 september 1995 16:00 |       |        |  |
| Argentinië              | 1 – 2 | Spanje |  |
|                         |       |        |  |

Om de 3e/4e plaats
| 17 september 1995 18:30 |              |                  |  |
| Duitsland               | 0 – 0 1-4 ns | Verenigde Staten |  |
|                         |              |                  |  |

Finale
| 17 september 1995 21:00 |              |            |  |
| Australië               | 1 – 1 4-3 ns | Zuid-Korea |  |
|                         |              |            |  |

## Eindrangschikking
Mannen:
Lahore 1978 ·
Karachi 1980 ·
Karachi 1981 ·
Amstelveen 1982 ·
Karachi 1983 ·
Karachi 1984 ·
Perth 1985 ·
Karachi 1986 ·
Amstelveen 1987 ·
Lahore 1988 ·
Berlijn 1989 ·
Melbourne 1990 ·
Berlijn 1991 ·
Karachi 1992 ·
Kuala Lumpur 1993 ·
Lahore 1994 ·
Berlijn 1995 ·
Chennai 1996 ·
Adelaide 1997 ·
Lahore 1998 ·
Brisbane 1999 ·
Amstelveen 2000 ·
Rotterdam 2001 ·
Keulen 2002 ·
Amstelveen 2003 ·
Lahore 2004 ·
Chennai 2005 ·
Barcelona 2006 ·
Kuala Lumpur 2007 ·
Rotterdam 2008 ·
Melbourne 2009 ·
Mönchengladbach 2010 ·
Auckland 2011 ·
Melbourne 2012 ·
Bhubaneswar 2014 ·
Londen 2016 ·
Breda 2018
Vrouwen:
Amstelveen 1987 ·
Frankfurt 1989 ·
Berlijn 1991 ·
Amstelveen 1993 ·
Mar del Plata 1995 ·
Berlijn 1997 ·
Brisbane 1999 ·
Amstelveen 2000 ·
Amstelveen 2001 ·
Macau 2002 ·
Sydney 2003 ·
Rosario 2004 ·
Canberra 2005 ·
Amstelveen 2006 ·
Quilmes 2007 ·
Mönchengladbach 2008 ·
Melbourne 2009 ·
Nottingham 2010 ·
Amstelveen 2011 ·
Rosario 2012 ·
Mendoza 2014 ·
Londen 2016 ·
Changzhou 2018